# Ансгар
Ансгар (швед. Ansgar, лат. Anscharius, также Ансгарий, Анскар, Анскариус, Ансгариус; 8 сентября 801, Амьен — 3 февраля 865[…], Бремен) — святой как римско-католической (день памяти 3 февраля), так и православной церкви (местночтимый святой Берлинской и Германской епархии, день памяти 16 февраля) — первый епископ Гамбурга, епископ Бремена, названный «Апостолом севера» за заслуги по распространению христианства в Северной Германии, Дании и Швеции.

## Биография
Родился в Пикардии 8 сентября 801 года, получил образование в аббатстве Корби близ Амьена, в 14 лет дал монашеский обет и в 823 году был переведён в новоучреждённый монастырь Корвей в Вестфалии.
Когда в июне 826 года король Ютландии Харальд Клак, его супруга, сын и приближённые приняли христианство и крестились в Ингельгейме, император Людовик Благочестивый повелел Ансгару остаться при них. Он и его друг Антберт сопровождали Харальда в Ютландию. Там они начали с успехом распространять христианскую веру, но в 827 году были вынуждены возвратиться, когда Харальд Клак был изгнан из Ютландии королём Хориком I.
Пробыв с 829 году некоторое время в Швеции, Ансгар в 831 году был назначен первым епископом в Гамбурге, территория епархии которого в то время охватывала весь германский север. Когда датские викинги напали в 845 году на Гамбург и разграбили город, Ансгар был вынужден бежать. В 847 году, по упразднении епископства, он был назначен епископом в Бремен, откуда с успехом продолжал дело распространения христианства в Дании и Швеции.
В 861 году предпринял миссионерское путешествие в Швецию, а в 862 году склонил короля Ютландии Хорика II к принятию христианства. Этот король построил церковь в Рибе и Ансгар оставил в ней в качестве священника лучшего из своих учеников, Римберта.
Ансгар умер 3 февраля 865 года в Бремене, где и теперь находится церковь этого имени. Католическая церковь причислила его к лику святых. Им составлено жизнеописание святого Виллегада. Его собственная жизнь описана Римбертом, который был его преемником в епископской епархии.